# Polimorfizam (računarstvo)
Polimorfizam (eng. polymorphism), ili jednostavno "moć poprimanja više oblika" je osobina po kojoj metoda ima parametre različitih tipova. Npr. dodaj() metoda može imati brojčane parametre ili tekstualne, ovisno o upotrebi:
```
// primjer u Javi

public
 
class
 
PrimjerPolimorfizma
 
{

/**

 * Dodaj broj trenutnoj vrijednosti. Npr. ako nam je trenutna

 * vrijednost 5, onda dodaj(6) mijenja trenutnu vrijednost u

 * 11.

 */

public
 
void
 
dodaj
(
int
 
broj
)
 
{

  
mojBroj
 
+=
 
broj
;

}

/**

 * Dodaj broj trenutnoj vrijednosti. Npr. ako nam je trenutna

 * vrijednost 'Pozdrav', onda dodaj('Ljudi') mijenja trenutnu 

 * vrijednost u 'PozdravLjudi'.

 */

public
 
void
 
dodaj
(
String
 
tekst
)
 
{

  
mojTekst
 
+=
 
tekst
;

}

private
 
int
 
mojBroj
 
=
 
0
;

private
 
String
 
mojTekst
 
=
 
null
;

}

```

Polimorfizam također omogućuje da se adresa objekta podklase pohranjuje u pokazivač tipa njegove super klase (termini podklase (eng. subclass) i super klase (eng. superclass) dolaze iz pojma nasljeđivanje (eng. inheritance):
```
//primjer u C++

class
 
A
 
{

public
:

  
virtual
 
void
 
method
()
 
=
 
0
;

};

class
 
B
 
:
 
public
 
A
 
{

public
:

  
void
 
method
()
 
{

    
cout
 
<<
 
"Hello, World."
 
<<
 
endl
;

  
}

};

int
 
main
()

{

  
A
 
*
p
 
=
 
new
 
B
;
 
//Iako je pokazivač tipa A, zbog polimorfizma mu je moguće pridružiti B

  
p
->
method
();
 
//Na ekranu će se ispisati Hello, World.

  
return
 
0
;

}

```

U gornjem je primjeru klasa A primjer čiste (eng. pure) apstraktne klase što znači da je iz klase A nemoguće instancirati objekt.